# Ulica Srebrnych Orłów w Krakowie
Ulica Srebrnych Orłów – ulica w Krakowie, położona w całości w dzielnicy XV Mistrzejowice.

## Przebieg
Ulica zaczyna swój bieg na rondzie na skrzyżowaniu z ulicą Wiślicką i ul. ks. Kazimierza Jancarza, gdzie staje się fizycznym przedłużeniem tej drugiej. Na początkowym odcinku, kilkadziesiąt metrów za rondem w kierunku północno-wschodnim, arteria przecina park „Planty Mistrzejowickie”. Ulica ta nie posiada nazwanych oficjalnie przecznic – przyjmuje jedynie wyjazd z osiedla Kombatantów po stronie południowej i z parkingu sklepu „Intermarché” po stronie północnej i biegnie w kierunku Ronda Piastowskiego, by tam zakończyć bieg.

## Historia
Ulica została wytyczona na przełomie lat 60. i 70. XX wieku, w związku z budową założenia architektoniczno-urbanistycznego Mistrzejowic. W 1974 roku w ciągu ulicy oddano przedłużone z Bieńczyc torowisko tramwajowe do pętli „Mistrzejowice”. W roku 2002 nastąpiła przebudowa torowiska tramwajowego, biegnącego w ciągu ulicy. W roku 2018 przebudowano chodniki w ciągu ulicy, a także infrastrukturę przystanków autobusowych oraz dokonano realizacji brakującej tu wcześniej infrastruktury rowerowej w postaci dwukierunkowych dróg rowerowych po obydwu stronach ulicy oraz przejazdów dla rowerzystów.

## Współczesność
Ulica Srebrnych Orłów jest czteropasmową drogą z torowiskiem tramwajowym do pętli „Mistrzejowice”, ulokowanym w pasie zieleni, dzielącym obie jezdnie ulicy. W ciągu ulicy znajduje się jeden przystanek tramwajowo-autobusowy MPK Kraków „Rondo Piastowskie”. W otoczeniu arterii można wymienić: Osiedle Bohaterów Września, Osiedle Kombatantów i kilka osiedlowych punktów handlowych.

## Galeria

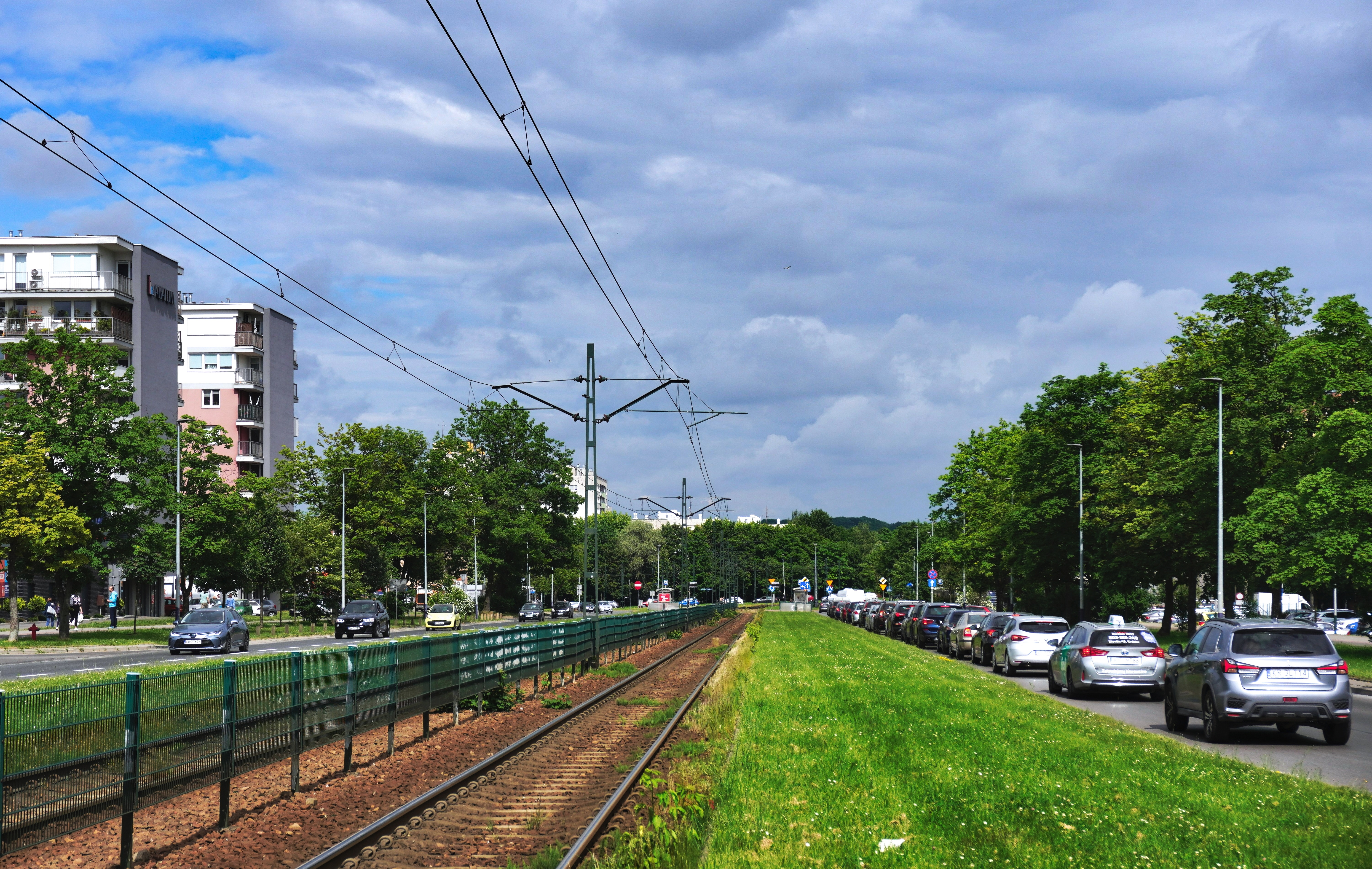
Widok na wschód od ronda na skrzyżowaniu z ulicami Jancarza i Wiślicką